# Gaspar do Amaral
Gaspar do Amaral (cũng viết d'Amaral, sinh 1592 - mất 1645 hoặc 1646) là một giáo sĩ Dòng Tên người Bồ Đào Nha sang Việt Nam vào thời Trịnh-Nguyễn phân tranh. Ông được biết đến qua cuốn tự vị mà ông soạn, sau được giáo sĩ Đắc Lộ dùng tham khảo để hoàn chỉnh cách viết chữ Quốc ngữ.

## Thân thế
Sanh ra tại Corvaceira, giáo phận Viseu, Bồ Đào Nha, ông nhập dòng Tên năm 1608 rồi được bổ dạy tiếng Latin ở Braga, Coimbra và Évora.
Năm 1623 ông xuất dương sang Ấn Độ rồi qua Macao. Từ đó ông đáp thuyền sang Việt Nam.

## Hoạt động tại Việt Nam
Giáo sĩ Amaral sang đến Việt Nam vào Tháng 11 năm 1629, cập bến ở Đàng Ngoài và lên Thăng Long.
Trong bảy năm truyền giáo, ông rửa tội hơn 40.000 dân theo đạo. Ông thông thạo tiếng Việt và tiếng Nhật.
Cuốn tự vị của Amaral mang tên Diccionario da Lingua Annamitica là một bản viết tay nay đã thất truyền nhưng theo đó giáo sĩ Đắc Lộ đã dùng để dịch những danh từ mới trong những tư tưởng, giáo lý Công giáo sang tiếng Việt để truyền giáo. Cùng đóng góp với Amaral là giáo sĩ Antonio Barbosa. Amaral cũng soạn cuốn từ điển Việt-Bồ-La (Diccionário anamita-português-latim) mà cùng với từ điển Bồ-Việt của Barbosa đã được Đắc Lộ ghi nhận và dựa vào để soạn từ điển Việt-Bồ-La 1651 (Dictionarium Annamiticum Lusitanum et Latinum).